# Звезди се срещат в Москва
„Звезди се срещат в Москва“ (на руски: Звёзды встречаются в Москве) е съветски документален филм от 1959 година, посветен на Първия международен кинофестивал в Москва, проведен през август 1959 година.

## Сюжет
Филмът разказва за един от най-големите кинофестивали в света, за участниците и гостите, за съветските и чуждестранни артисти и режисьори, пристигнали на форума, за топлите срещи с колеги и зрители. Включени са и откъси от филмите от конкурсната програма. Гостите са посрещани пред студиото на Мосфилм от водещите.

## В ролите на водещите
- Владимир Гуляев
- Марк Бернес
- Людмила Гурченко